# 1059

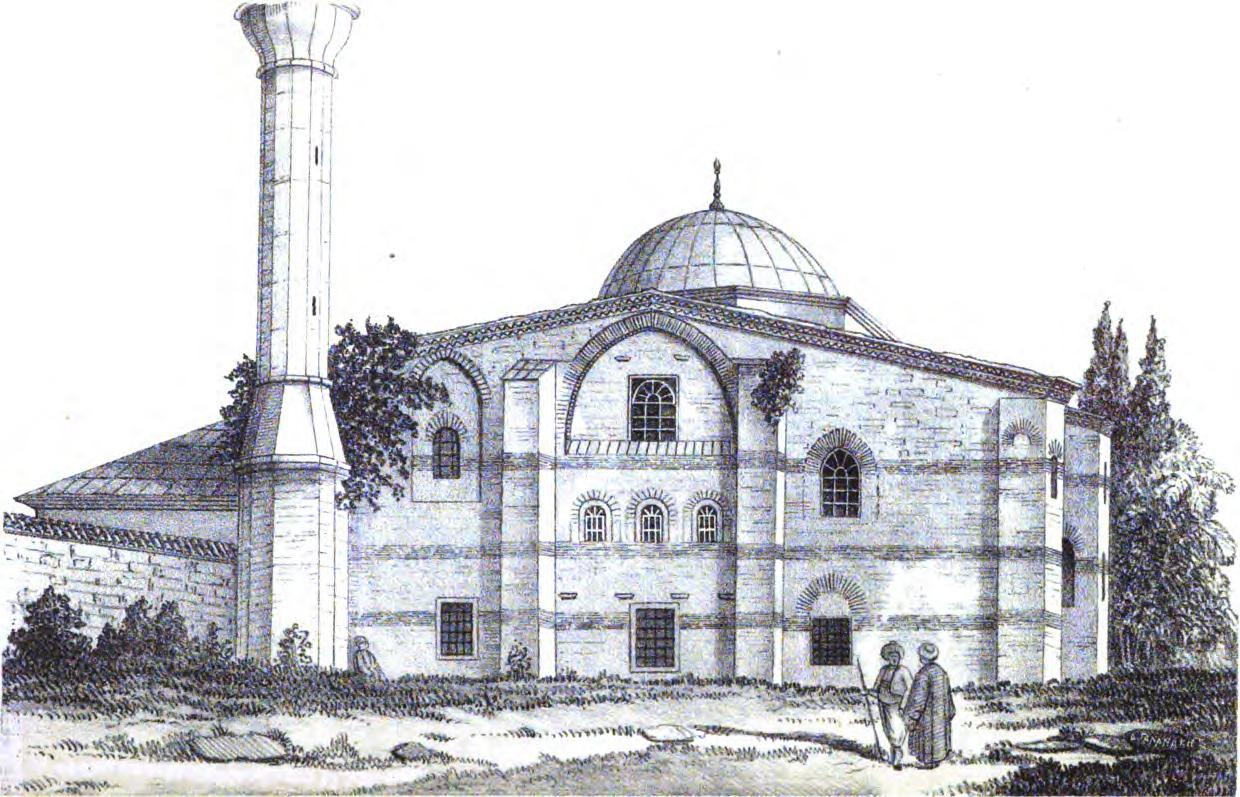
De Atik Mustafa Pasha moskee, voorheen de Kerk van de heilige Petrus, in Istanboel

Het jaar 1059 is het 59e jaar in de 11e eeuw volgens de christelijke jaartelling.

## Gebeurtenissen
- De partij rond Psellus overtuigt keizer Isaäk I Komnenos af te treden en in het klooster te gaan. Constantijn X Doukas wordt tot keizer benoemd.
- De Fatimiden veroveren tijdelijk Bagdad.
- 13 april - Paus Nicolaas II vaardigt de bul In nomine Domini uit, waarin wordt bepaald dat de kardinaal-bisschoppen voortaan de paus zullen kiezen.
- 18 januari - Tegenpaus Benedictus X geeft zich over en geeft zijn claim op het pausschap op.
- juli - Vrede van Melfi: Robert Guiscard, graaf van Apulië, wordt erkend als heerser over Zuid-Italië en verheven tot hertog.
- 6 november - Het Baptisterium in Florence wordt geconsacreerd.
- De Kerk van de heilige Petrus in Constantinopel wordt gebouwd.
- Voor het eerst genoemd: Duffel, Hermannsburg, Lochem, Rastede, Valle Piola

## Opvolging
- patriarch van Alexandrië - Leontius opgevolgd door Alexander II
- Almoraviden - Abdallah ibn Yasin opgevolgd door Abu Bakr ibn Umar
- Byzantijnse Rijk - Isaäk I Komnenos opgevolgd door Constantijn X Doukas
- patriarch van Constantinopel - Constantijn III Lichoudas in opvolging van Michaël I Cerularius
- bisdom Halberstadt - Burchard I opgevolgd door Burchard II
- Khorasan - Da'ud opgevolgd door zijn zoon Alp Arslan
- Luxemburg - Giselbert opgevolgd door zijn zoon Koenraad I
- Saksen - Bernhard II opgevolgd door zijn zoon Ordulf
- Savoye - Otto opgevolgd door zijn zoon Peter I

## Overleden
- 19 februari - Otto (~37), graaf van Savoye (1051-1059)
- 29 juni - Bernhard II, hertog van Saksen (1011-1059)
- 14 augustus - Giselbert (~52), graaf van Luxemburg (1047-1059)
- Abdallah ibn Yasin, emir der Almoraviden
- Michaël VI Stratiotikos, keizer van Byzantium (1056-1057)